# 蜂屋

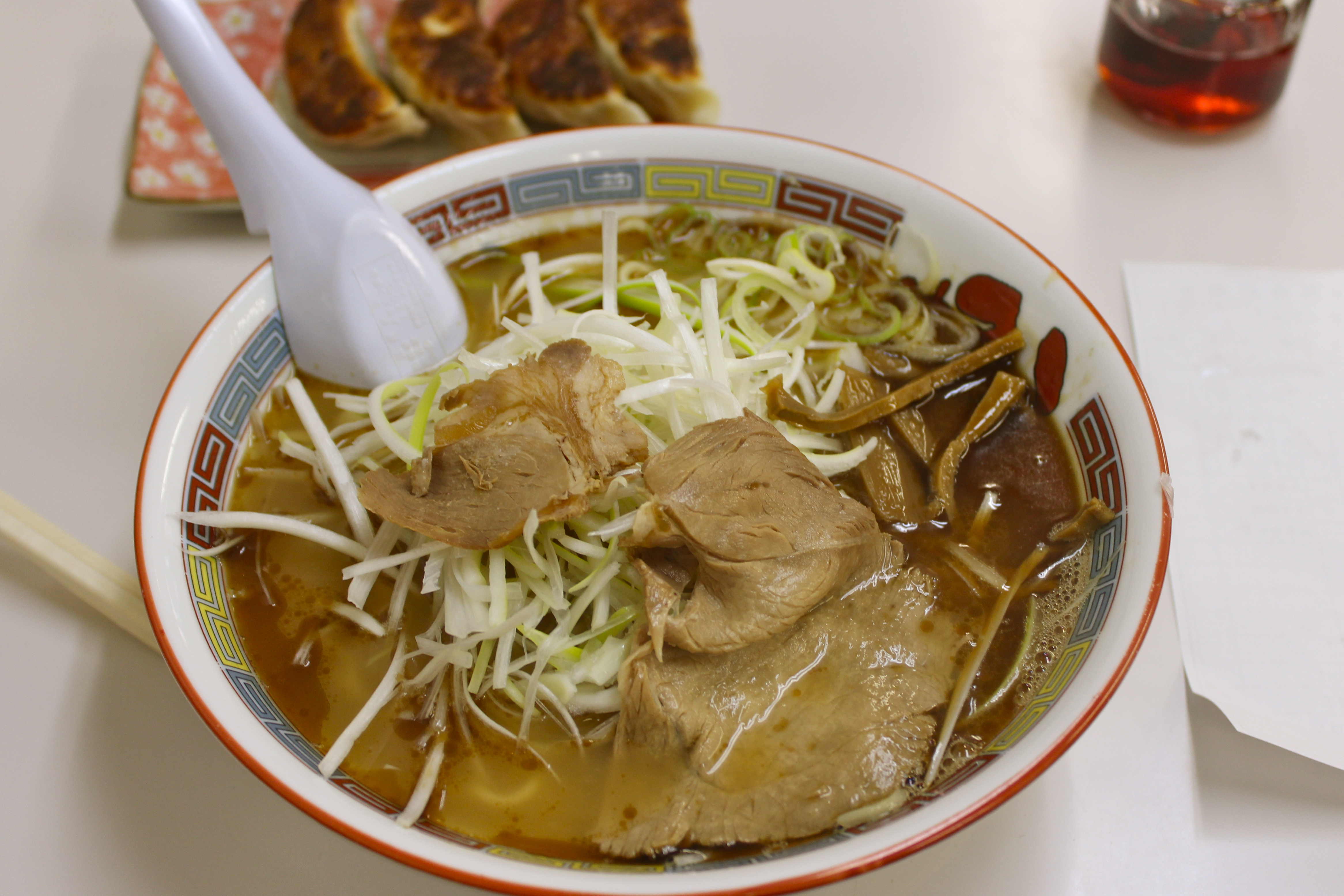
蜂屋のしょうゆラーメン

蜂屋（はちや）は、旭川ラーメンを提供しているラーメン店。

## 概要
1947年（昭和22年）に北海道旭川市で創業。創業者の加藤枝直は前年の1946年（昭和21年）蜂蜜を使用したアイスクリーム店を開業しており、「蜂屋」の屋号の由来となっている。加藤はアイスクリーム店経営の傍ら、いわゆる中華蕎麦に関心を持つようになり、翌年12月に店舗をラーメン店に衣替えした。
醤油ラーメンをメインとしている地元老舗店である。1964年（昭和39年）には加藤枝直が交通事故に遭い記憶を喪失、ラーメンのレシピも一度失われてしまうが、息子の加藤直純（後に二代目を継ぐ）らの尽力もありレシピを復活させた。

## 特徴
独特な「焦がしラード」と、旭川ラーメンの特徴とも言われる「動物系と魚介系のダブルスープ」を特徴としている。麺は本店裏の工場で自家製麺している。雑誌「ラーメンWalker北海道2023」で総合1位を獲得するなど、今もなお旭川ラーメンの中では高い人気を誇る。
元々アイスクリーム店として創業したこともあり、メニューにはソフトクリームに蜂蜜をトッピングした「はちみつソフトクリーム」がある。

## 店舗

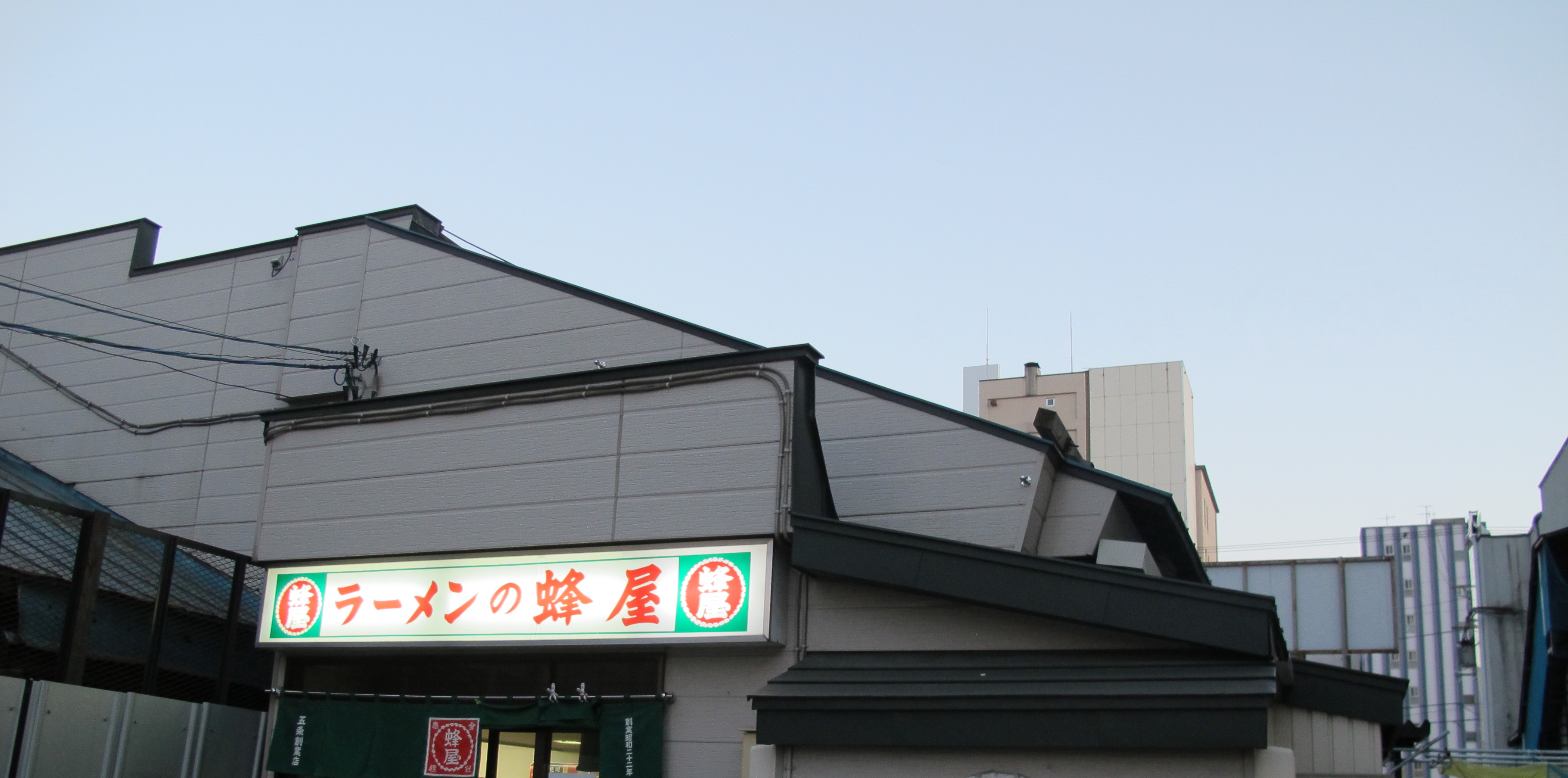
蜂屋五条創業店

店舗は旭川市内に「旭川本店」と「五条創業店」の2店舗を展開。
1999年（平成11年）には新横浜ラーメン博物館へ出店し、2009年（平成21年）に「卒業」。2023年（令和5年）には3週間限定でラーメン博物館に再出店した。
この他、東京都新宿区に支店（「神楽坂店」）があったが、2011年（平成23年）2月25日に閉店しており、旭川駅（3代目駅舎）地下の旭川ステーションデパートにも支店があったが、同デパートの閉鎖により閉店している。

## エピソード
2022年に配信されたNetflixのドラマ『First Love 初恋』では、第8話で本店が登場する。